# Jules Deperthes
Jules Deperthes est un peintre et un architecte français, né en 1864 et mort en 1919. Il est l’auteur des plans de plusieurs villas balnéaires de La Baule.

## Biographie
Jules Louis Deperthes naît en 1864. Il est le fils de l’architecte Édouard Deperthes (1833-1898) et l’élève, outre son père, de Léon Ginain. Il sort diplômé de l'École nationale supérieure des beaux-arts en 1898, ayant reçu en 1892 le Prix de reconnaissance des architectes américains et en 1895 une mention honorable au concours pour le musée des Antiquités égyptiennes du Caire et le second prix au concours pour l’hôtel du Figaro.
Il dessine les plans du pavillon de la Colonisation à l’Exposition universelle de 1900 ainsi que ceux du grand séminaire de Châlons-sur-Marne (actuel Hôtel de région de Champagne-Ardenne).
Architecte diocésain à Nantes, il réalise les plans de la villa balnéaire bauloise d'inspiration médiévale Ker Beji, construite sur le front de mer.
Il meurt en 1919.